# Byreta

Klasická byreta

Byreta je skleněná trubice využívaná zejména v laboratorní praxi k přesnému odměřování kapalin, např. titračních činidel při titraci. Na první pohled lehce připomíná pipetu, od které se liší zejména přítomností regulačního kohoutu, nutností upevnění a odlišným využitím.

## Druhy byret

### Klasická
Klasická byreta se pomocí klemy upevňuje na stojan. Horní konec trubice je volný a kapalina se do ní vpravuje pomocí nálevky. Spodní konec je opatřen kohoutem, kterým se reguluje vypouštění kapaliny z byrety.

### Automatická
Automatická byreta je výhodná tím, že není třeba do ní dolévat vrchem tekutinu před započetím každé titrace. Osazuje se totiž přímo do zásobní lahve a kapalina je do trubice vháněna přetlakem vzduchu z pumpovacího balonku, čímž se jednak zabraňuje možnému kontaktu agresivní kapaliny s pokožkou, jednak nedochází k úkapům a znečištění jako při plnění klasické byrety a jednak se šetří čas, protože po odpuštění přebytečného vzduchu se meniskus hladiny dotýká přesně začátku stupnice a není nutno hladinu dále regulovat.

### Digitální
Digitální byreta je přístroj, který se osazuje přímo na hrdlo lahve. Její výhodou je přesný mechanismus dávkování a digitální displej, zobrazující množství odtitrované kapaliny, nevýhodou vyšší pořizovací cena oproti skleněným byretám.

### Elektronická
Elektronická či motorická byreta je moderní elektronický přístroj. Digitální byreta na zásobní lahvi je propojena s pHmetrem a roztok se automaticky dávkuje krokovým motorem, který umožňuje dávkovat velmi malé množství kapaliny a přesnost měření je tedy méně závislá na zručnosti operátora. Množství odměřené kapaliny se odečítá na digitálním displeji, čímž je eliminována další možnost chyby zanesené lidským faktorem, tedy nepřesného odečtu ze stupnice. Nevýhodou je ovšem velmi vysoká pořizovací cena.

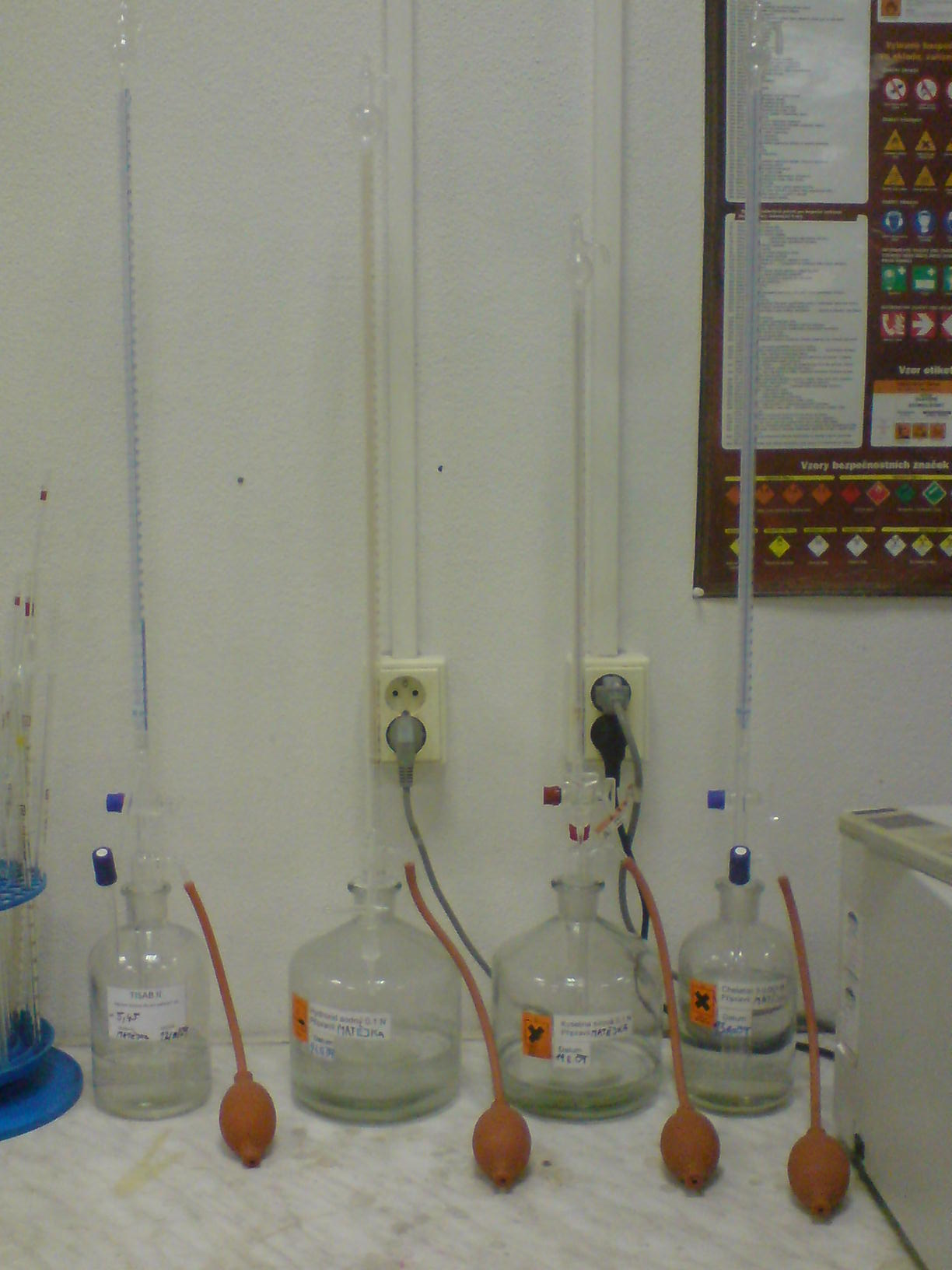
Automatické byrety
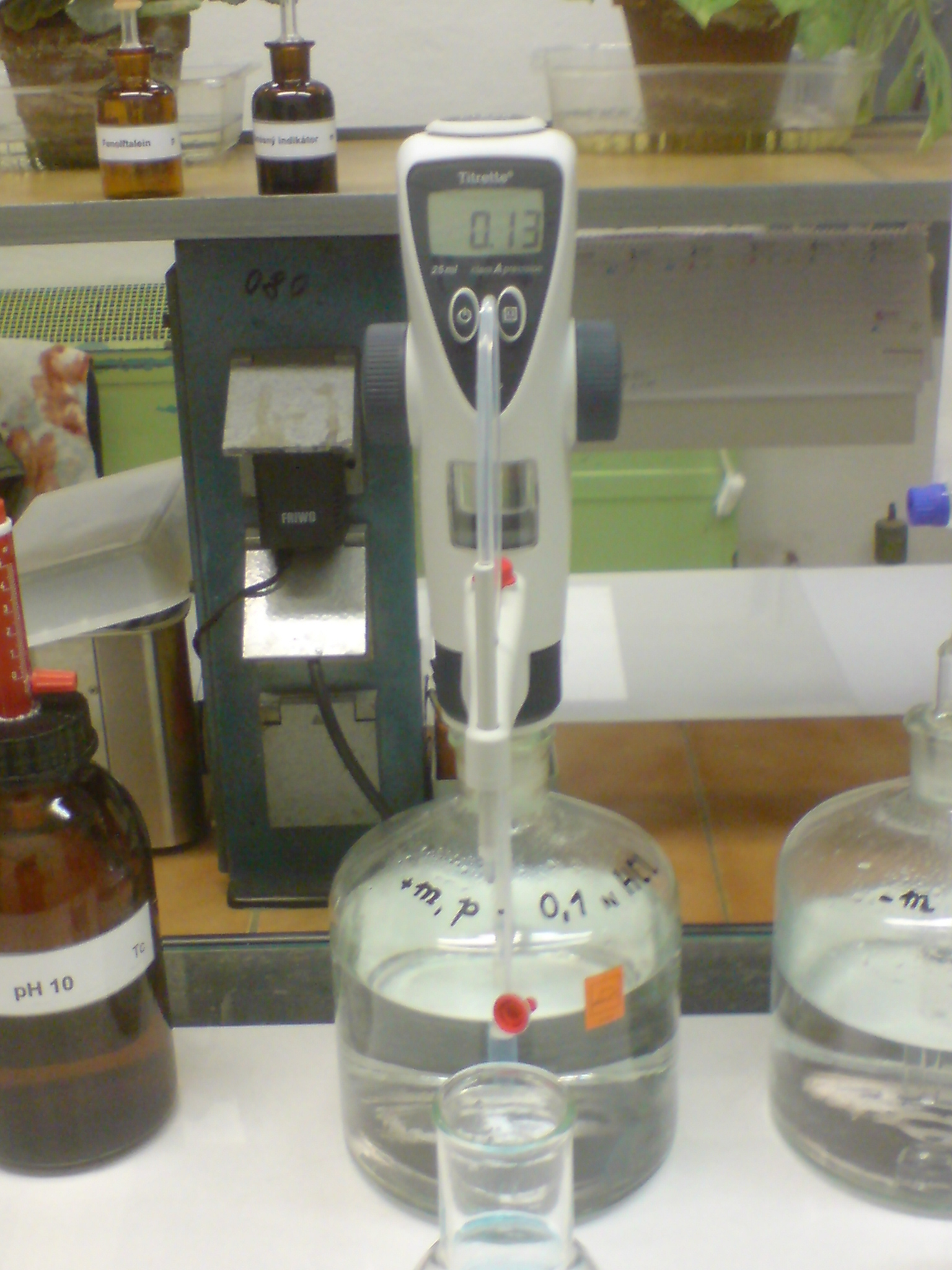
Digitální byreta